# Grasellenbach
Grasellenbach é um município da Alemanha, situado no distrito de Bergstrasse, no estado de Hesse. Tem 22,88 km² de área, e sua população em 2019 foi estimada em 4.113 habitantes.